# 錢拱宸
錢拱宸（1536年—？），字恭卿，號弦臺，浙江湖州府烏程縣人，民籍，明朝政治人物。

## 生平
原名錢錟，嘉靖四十三年（1564年）舉甲子科浙江鄉試第二十七名。隆慶二年（1568年）中式戊辰科會試第六十七名，三甲第三百二十二名進士。授禮部主事，历官江西广信府知府，万历十一年（1583年）五月升福建按察司副使，改贵州副使，二十一年九月升福建右参政、分守建南。

## 家族
曾祖錢嶽，壽官；祖父錢深；父錢槃，歲貢生。嫡母嚴氏；生母沈氏。慈侍下。